# B3System
B3System Spółka Akcyjna – polskie przedsiębiorstwo informatyczne z siedzibą w Warszawie oferujące rozwiązania z zakresu bezpieczeństwa systemów informatycznych. W latach 2007–2018 notowane na Giełdzie Papierów Wartościowych, w 2018 wykluczona z obrotu decyzją Komisji Nadzoru Finansowego.

## Historia
Przedsiębiorstwo zostało założone w formie spółki cywilnej w lutym 2000 przez Mirosława Kalińskiego i Władysława Sędzielskiego. Początkowo spółka zajmowała się głównie sprzedażą oprogramowania antywirusowego. W lutym 2002 została przekształcona w spółkę jawną (KRS 0000088659) o kapitale 50 tys. zł. Z początkiem 2003 kapitał podwyższono dwukrotnie, a do wspólników dołączył Piotr Jurzysta, obejmując 10% udziałów. 
6 czerwca 2006 firmę przekształcono w spółkę akcyjną o kapitale 500 tys. zł, później dwukrotnie podwyższanym. Następnie zdecydowano o pozyskaniu dalszych środków w drodze publicznej oferty. Od 1 lutego 2007 do 19 marca 2018 akcje B3System były notowane na warszawskiej giełdzie. Wykluczenie akcji z obrotu zostało dokonane na podstawie prawomocnej decyzji Komisji Nadzoru Finansowego z uwagi na przedstawianie przez spółkę niepełnych informacji finansowych, nieujawnianie ryzyk oraz niedopełnienie obowiązków informacyjnych.

## Działalność
W zakresie podstawowej działalności spółki znajdują się:
- realizacja dostaw technologii informatycznych w zakresie urządzeń i oprogramowania,
- świadczenie usług projektowo-wdrożeniowych w zakresie oferowanych  technologii,
- świadczenie usług serwisowych i gwarancyjnych dla wdrożonych rozwiązań.

Spółka oferuje usługi w następujących obszarach:
- bezpieczeństwa systemów IT – ochrona antywirusowa, zapory sieciowe, systemy wykrywania włamań, szyfrowanie, uwierzytelnianie,
- projektowania i wdrażania sprzętowej infrastruktury informatycznej,
- optymalizacja i konsolidacja serwerów,
- wirtualizacja zasobów,
- budowy systemów wysokiej dostępności dla usług i danych,
- budowy infrastruktury sieci pamięci masowych w zakresie budowy, modyfikacji / konsolidacji sieci SAN i NAS (np. w oparciu o rozległe sieci IP), instalacji i konfiguracji pamięci masowych,
- zarządzania operacyjnego IT w obszarze monitorowania dostępności, wydajności i poprawności infrastruktury serwerów i aplikacji oraz infrastruktury pamięci masowych,
- backupu i archiwizacji danych,
- usług informatycznych w obszarze ServiceDesk, planowania zasobów oraz zarządzania relacjami z klientami.